# Willem-Frederik Schiltz
Willem-Frederik Schiltz (Wilrijk, 22 juni 1979) is een voormalig Belgisch politicus voor Open Vld.

## Levensloop
Hij is de zoon van minister van Staat Hugo Schiltz en kunstenares Suzannah Olieux. Hij studeerde in 2005 af als licentiaat rechten aan de UIA en volgde in 2007 in Londen nog een aanvullende masteropleiding. Hij beschouwt zichzelf als humanist.
Van 2005 tot 2015 was hij advocaat bij de associatie Laurius. Na zijn politieke loopbaan werd hij in 2025 CEO van fietskoerierbedrijf Cargo Velo.

## Politieke loopbaan
Bij de federale verkiezingen van 10 juni 2007 was Schiltz kandidaat op de Antwerpse Open Vld-lijst voor de Kamer van volksvertegenwoordigers en werd rechtstreeks verkozen. Hij bleef in de Kamer zetelen tot in mei 2014.
In de zittingsperiode 2010-2014 was hij in de Kamer voorzitter van de subcommissie Nucleaire veiligheid en vast lid van de commissies Bedrijfsleven, Wetenschapsbeleid, Onderwijs, Nationale Wetenschappelijke en Culturele Instellingen, Middenstand en Landbouw. Klimaat en Duurzame Ontwikkeling en vast lid van de bijzondere commissie Klimaat en Duurzame Ontwikkeling.
Bij de lokale verkiezingen van oktober 2012 was hij lijsttrekker in het district Antwerpen. Hij behaalde 1950 voorkeurstemmen, werd verkozen en zetelde vanaf januari 2013 als districtsschepen. Van januari 2013 tot januari 2015 zetelde hij in het Antwerpse districtsbestuur. Hij was districtsschepen van Participatie, Sport, Lokale Economie, Veiligheid en Markten en Foren.
In 2014 lanceerde Schiltz een project voor begrotingsparticipatie, waarbij Antwerpenaars zelf een deel van het budget kunnen bestemmen. Op maandag 12 januari 2015 maakte hij plaats voor Samuel Markowitz. Hij bleef nog districtsraadslid van Antwerpen tot in 2016, toen hij naar het district Berchem verhuisde. Van 2019 tot 2024 was hij districtsraadslid van Berchem.
Bij de verkiezingen van 25 mei 2014 maakte Schiltz de overstap naar het Vlaams Parlement. Vanaf oktober 2016 was hij er tweede ondervoorzitter van de commissie voor de Opvolging van het Klimaatbeleid in Vlaanderen en ook werd hij vast lid van de commissies voor Algemeen Beleid, Financiën en Begroting en voor Alternatieve Financiering van Overheidsinvesteringen. Van 2014 tot 2017 was hij in het Vlaams Parlement ook eerste ondervoorzitter van de commissie voor Economie, Werk, Sociale Economie, Innovatie en Wetenschapsbeleid en van 2017 tot 2019 zetelde hij in de Raadgevende Interparlementaire Beneluxraad. Van januari 2019 tot maart 2021 was hij ook deelstaatsenator in de Senaat, een functie die hij van november 2023 tot juni 2024 opnieuw uitoefende. Bij de Vlaamse verkiezingen van 26 mei 2019 werd hij herkozen als Vlaams Parlementslid. Begin oktober 2019 volgde hij Bart Somers op als Open Vld-fractieleider in het Vlaams Parlement, wat hij bleef tot aan het einde van zijn mandaat in juni 2024. In de legislatuur 2019-2024 was hij tevens eerste ondervoorzitter van de commissie Algemeen Beleid, Financiën, Begroting en Justitie. Van 2020 tot 2022 zetelde hij ook in het Europees Comité van de Regio's.
Bij de verkiezingen van juni 2024 schoof hij door naar de Europese lijst, waar hij de tweede plek kreeg. Schiltz raakte niet verkozen.

### Mislukte benoeming als schepen van Antwerpen
Na de gemeenteraadsverkiezingen van oktober 2018 werd in de stad Antwerpen door de N-VA van burgemeester Bart De Wever, die 23 van de 55 zetels binnenhaalde, een coalitie gevormd met de sp.a (6 zetels), sinds 2020 Vooruit en de Open Vld (2 zetels). In het bestuursakkoord werd afgesproken dat N-VA vijf schepenen zou krijgen, sp.a/Vooruit drie schepenen en Open Vld een schepen, Claude Marinower. Tegelijk werd overeengekomen dat Marinower begin 2022 zou opstappen als schepen en sp.a/Vooruit op hetzelfde moment een schepen zou afstaan aan Open Vld. In 2021 schoof Open Vld gemeenteraadslid Erica Caluwaerts en Willem-Frederik Schiltz, als opvolger van Philippe De Backer die zich op 1 oktober 2020 terugtrok uit de actieve politiek, naar voren om vanaf 2022 die twee schepenambten te bekleden. Schiltz maakte echter geen deel uit van de Antwerpse gemeenteraad (hij zou in januari 2022 Marinower opvolgen als gemeenteraadslid) en lag door zijn progressief profiel moeilijk bij N-VA, ook omdat gevreesd werd dat hij zijn partij meer wilde profileren in het stadsbestuur. Bovendien was de Vooruit-fractie in de gemeenteraad na de overstap van een ex-PVDA-gemeenteraadslid met een zetel vergroot, waardoor de socialisten niet meer geneigd waren om een schepen af te staan en Karim Bachar die eerst maar voor drie jaar schepen wilde zijn besloot om langer aan te willen blijven. Omdat Open Vld mathematisch overbodig was in het stadsbestuur, werd de partij door N-VA en Vooruit voor het blok gezet: ofwel aanvaardde de partij dat ze haar ene schepen behield, ofwel verliet de partij het gemeentebestuur. Uiteindelijk ging Erica Caluwaerts in december 2021 akkoord om Marinower op te volgen als schepen en Vooruit haar drie schepenambten te laten behouden, terwijl Schiltz naast een schepenambt greep. Een week later ging een ledencongres van de Antwerpse afdeling van Open Vld hiermee akkoord.
Voor de lokale verkiezingen in oktober 2024 was Schiltz lijsttrekker in de stad Antwerpen voor Open Vld en lijstduwer in het district Berchem voor Open Berchem. Hij raakte in geen van beide functies verkozen, waardoor hij geen enkel politiek mandaat meer over hield.

### Diamantclub
De diamantclub was een informele groep met Kamerleden die samen de belangen van de diamantsector verdedigen. De groep werd opgericht door Jan Jambon op 2 december 2010. Willem Frederik Schiltz en Servais Verherstraeten werden toen ondervoorzitter.

### Wetgevend werk
In het najaar van 2010 deed hij samen met zijn liberale collega's Gwendolyn Rutten, Maggie De Block en Mathias De Clercq het wetsvoorstel om studentenarbeid eenvoudiger en flexibeler te maken door onder andere studentenarbeid met uren te berekenen in plaats van dagen. Hier bleef hij voor pleiten. In mei 2012 gaf minister van Werk Monica De Coninck aan oren te hebben naar het pleidooi van Willem-Frederik Schiltz.
In 2012 deed hij samen met Bart Tommelein een voorstel tot herziening van de grondwet naar aanleiding van de VN-resolutie met betrekking tot het recht op vrije meningsuiting op het internet. De twee politici wilden hierop agerend de toegang tot het internet verankeren in de Belgische Grondwet. Sinds 2010 ijverde Schiltz, samen met Jef Van den Bergh van CD&V, om de zwarte handel in concerttickets aan te pakken. Dit werd in juli 2013 in aangenomen. Op 17 juli 2012 werd hij als voorzitter van de subcommissie voor de nucleaire veiligheid van de Kamer van volksvertegenwoordigers geconfronteerd met de vondst van een berg nucleair afval van Best Medical Belgium (BMB) in Fleurus. Hierdoor was hij genoodzaakt om de vraag van Groen en Ecolo in te willigen en de commissie samen te roepen. Wel stelde hij deze extra commissie uit tot september 2012, zodat hij extra info kon inwinnen bij het Federaal Agentschap voor Nucleaire Controle (FANC) en de Nationale Instelling voor Radioactief Afval en verrijkte Splijtstoffen (NIRAS).
Als energiespecialist binnen Open Vld volgde hij in de Kamer het energiedossier op. In deze hoedanigheid deed hij samen met David Clarinval (MR), Karine Lalieux (PS) en Olivier Henry (PS) een wetsvoorstel dat het aansprakelijkheidsbedrag van exploitanten van kerninstallaties plant te verhogen van 297 miljoen tot 700 miljoen euro. Dit bedrag wordt gebruikt voor de vergoeding van slachtoffers die schade hebben geleden van een kernongeval. Hij bouwde in 2012 verder aan de kernuitstap ten gunste van meer concurrentie en ruimte voor duurzame ontwikkelingen. Op 28 januari 2013 stelde hij vragen aan de minister voor Energie over de stroominvoer uit omringende landen.
Bij de Open Vld werd hij tevens voorzitter van de werkgroep Dierenwelzijn.

## Privé
In mei 2017 trouwde hij met Freya Piryns, een politica van Groen. In 2014 namen ze samen deel aan het dansprogramma Dansdate op VTM.

## Interview
- Studio Vlaams Parlement - Willem-Frederik Schiltz over het Vlaams klimaatbeleid (7 december 2018)

## Eretekens
- ridder in de Leopoldsorde